# Backhaus (Horb an der Steinach)

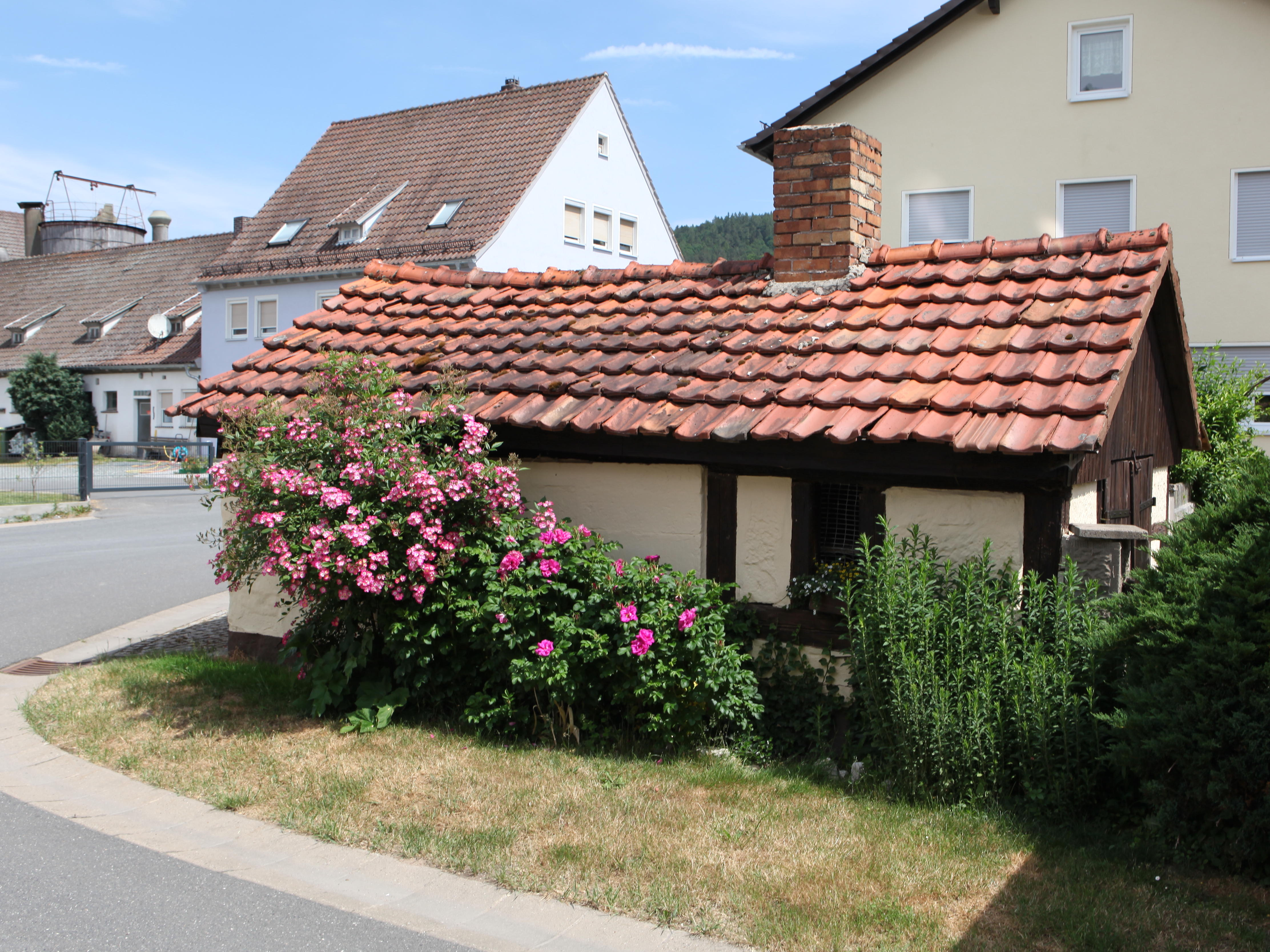
Backhaus in Horb an der Steinach

Das Backhaus in Horb an der Steinach, einem Gemeindeteil der Marktgemeinde Mitwitz im oberfränkischen Landkreis Kronach in Bayern, wurde 19. Jahrhundert erbaut. Das Backhaus an der Hauptstraße ist ein geschütztes Baudenkmal.
Der Sandsteinquaderbau mit Fachwerkteilen wird von einem Satteldach abgeschlossen.